# Ensemble Den Tijd
L'ensemble Den Tijd ou les maisons Den Tijd (signifiant en français : Le Temps) ou  ensemble De Morgend, Den Dag, Den Tijd, De Nacht en Den Avond (signifiant en français : Le Matin, Le Jour, Le Temps, La Nuit et Le Soir ) est (sont) une suite de cinq immeubles réalisés par les architectes August Cols et Alfried Defever en 1903 dans le style Art nouveau à Anvers en Belgique (région flamande).

## Histoire
Les maisons ont été construites en 1903 pour la Naamlooze Maatschappij voor het Bouwen van Burgershuizen in het Oostkwartier (société anonyme pour la construction des maisons dans le quartier est) par le duo d'architectes August Cols et Alfried Defever qui a réalisé ensemble de nombreux immeubles à Anvers. 
Elles sont classées et reprises sur la liste des monuments historiques de Berchem depuis le 11 avril 1984.

## Situation
Ces maisons se situent aux nos 55 à 63 de Waterloostraat, une artère résidentielle du quartier de Zurenborg à Berchem au sud-est d'Anvers comptant de nombreuses autres réalisations de style Art nouveau comme la maison La Bataille de Waterloo (Huis De Slag van Waterloo) au no 11 ou la maison Napoléon au no 30.

## Description
Il s'agit d'un ensemble symétrique de cinq maisons individuelles de trois niveaux et de trois travées chacune. De style Art nouveau, elles sont dénommées, de gauche à droite et du no 55 au no 63, De Morgend (le Matin), Den Dag (le Jour), Den Tijd (le Temps), De Nacht (la Nuit), et Den Avond (le Soir). Chacune d'elles possède des panneaux en céramiques reprenant le nom de la maison illustré d'astres, de nuages, de sabliers, de personnages, d'oiseaux, de papillons, de chauves-souris ou de végétaux.
Les maisons extérieures, Den Morgend et Den Avond, sont similaires et construites en brique rouge avec soubassement en pierre bleue. 
Les trois maisons du milieu, Den Dag, Den Tijd et De Nacht, forment un ensemble symétrique bâti en brique beige avec soubassement en pierre bleue et moellons de pierre calcaire. Le centre de cet ensemble est occupé par une baie à meneaux en arc surbaissé avec dessin mouluré d'arc outrepassé en décharge. Cette baie est précédée par un balcon aux formes géométriques (cercles et droites) reposant sur deux consoles en pierre.

## Galerie

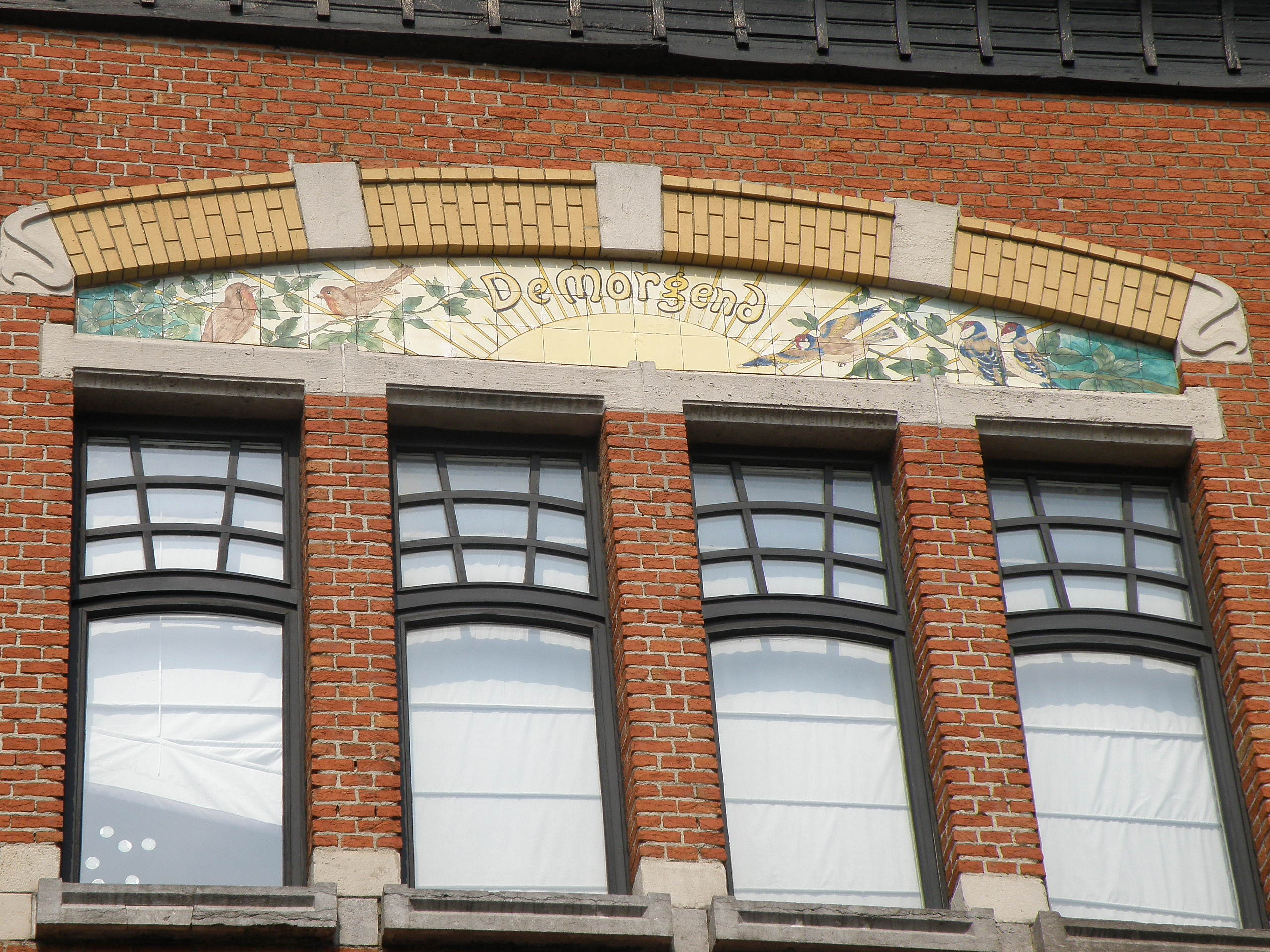
De Morgend (no 55)
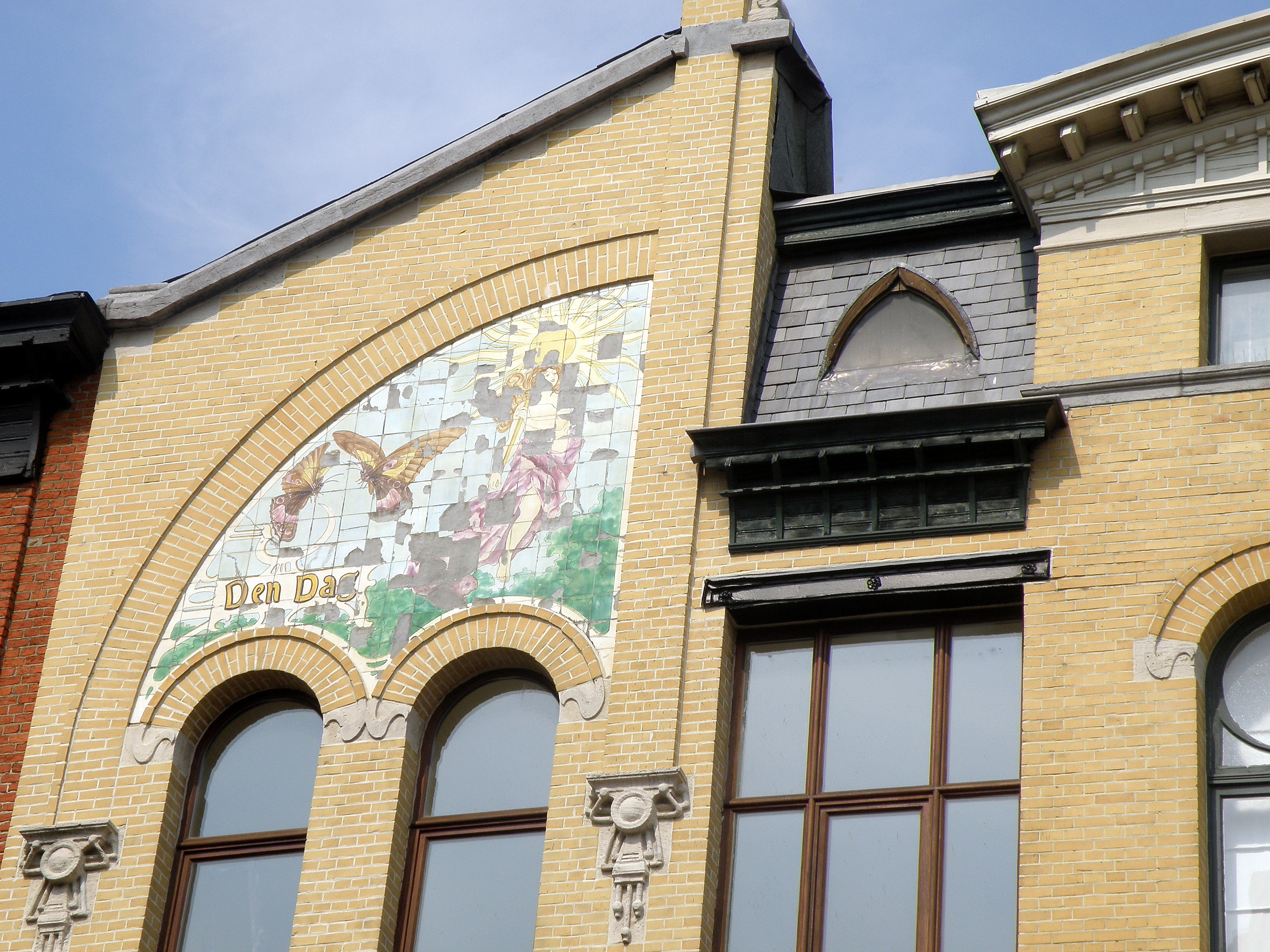
Den Dag (no 57)
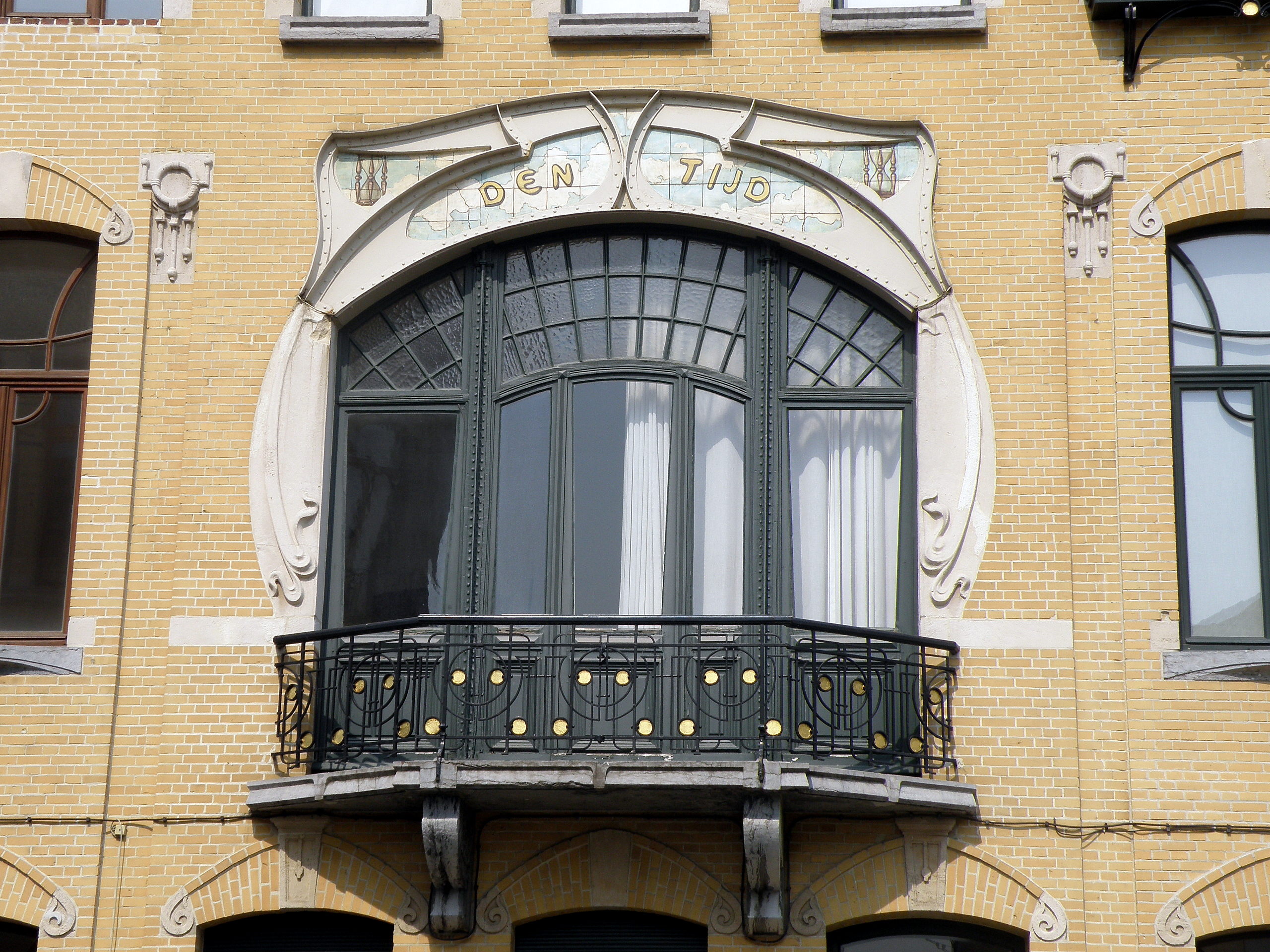
Den Tijd (no 59)
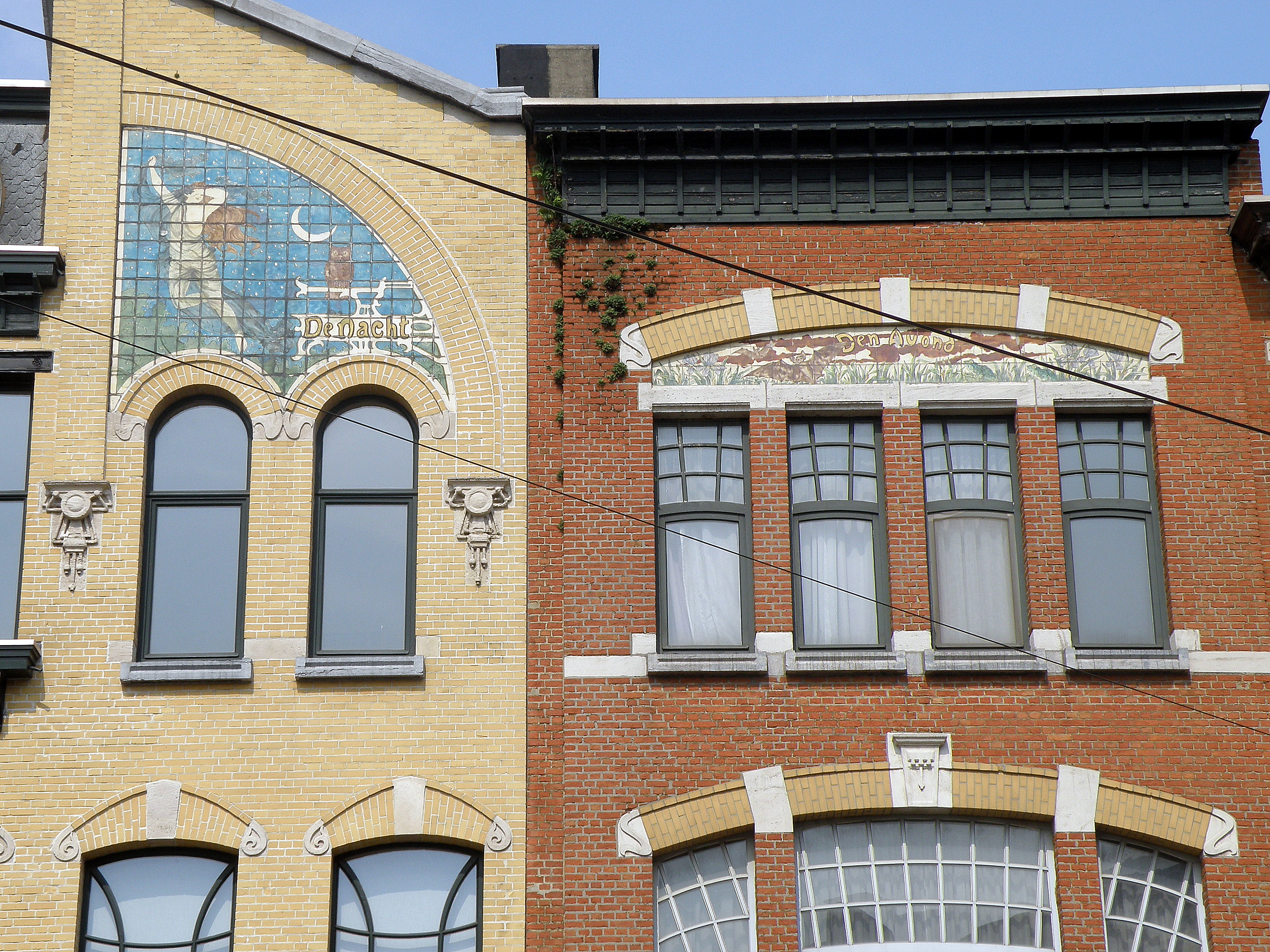
De Nacht et Den Avond (nos 61 et 63)

## Source
- (nl) https://inventaris.onroerenderfgoed.be/erfgoedobjecten/11150